# Drepanaphis sabrinae
Drepanaphis sabrinae är en insektsart. Drepanaphis sabrinae ingår i släktet Drepanaphis och familjen långrörsbladlöss. Inga underarter finns listade i Catalogue of Life.